# 桜井邦彦
桜井 邦彦（さくらい くにひこ、1972年4月11日 - ）は、北海道苫小牧市出身の元アイスホッケー選手である。ポジションはフォワード。ライトハンド。

## 来歴
駒大苫小牧高では1988年インターハイ優勝を経験。1989年にはアジア大会代表にも選ばれ優勝に貢献。
卒業後、王子製紙に入団。長らくチームの中心選手として活躍しチームに多くのタイトルをもたらした。
第72回全日本選手権ではMVPに選ばれる。
代表としても世界選手権4度出場。長野オリンピックにも出場した。
2009年12月13日に日本リーグ、アジアリーグ最多出場となる604試合出場を達成。
2009-10シーズンを最後に引退。日本リーグ、アジアリーグ通算試合数は618試合まで伸ばした（2014年10月11日に高橋淳一に更新される）。
引退後はコーチに転じる。
2014年、王子監督に就任。